# Matteo Confortini
Matteo Confortini (Firenze, 1565 circa – Firenze, 1658 circa) è stato un pittore italiano.

## Biografia
Matteo, figlio di Benedetto di origine pisana, fu padre di Pietro (Piero), del più noto Jacopo e nonno di Matteo figlio Jacopo. Furono tutti pittori fiorentini attivi nel 1600.
Si immatricolò all'Arte del Disegno nel 1585 e i pagamenti proseguirono fino al 1648. Assieme al pittore fiorentino Filippo Furini, padre del pittore Francesco Furini fu incaricato di stimare un ritratto nel 1616.
Matteo figlio di Jacopo fu invece accademico dal 1671 al 1697 e l'omonimia potrebbe indurre in errore.

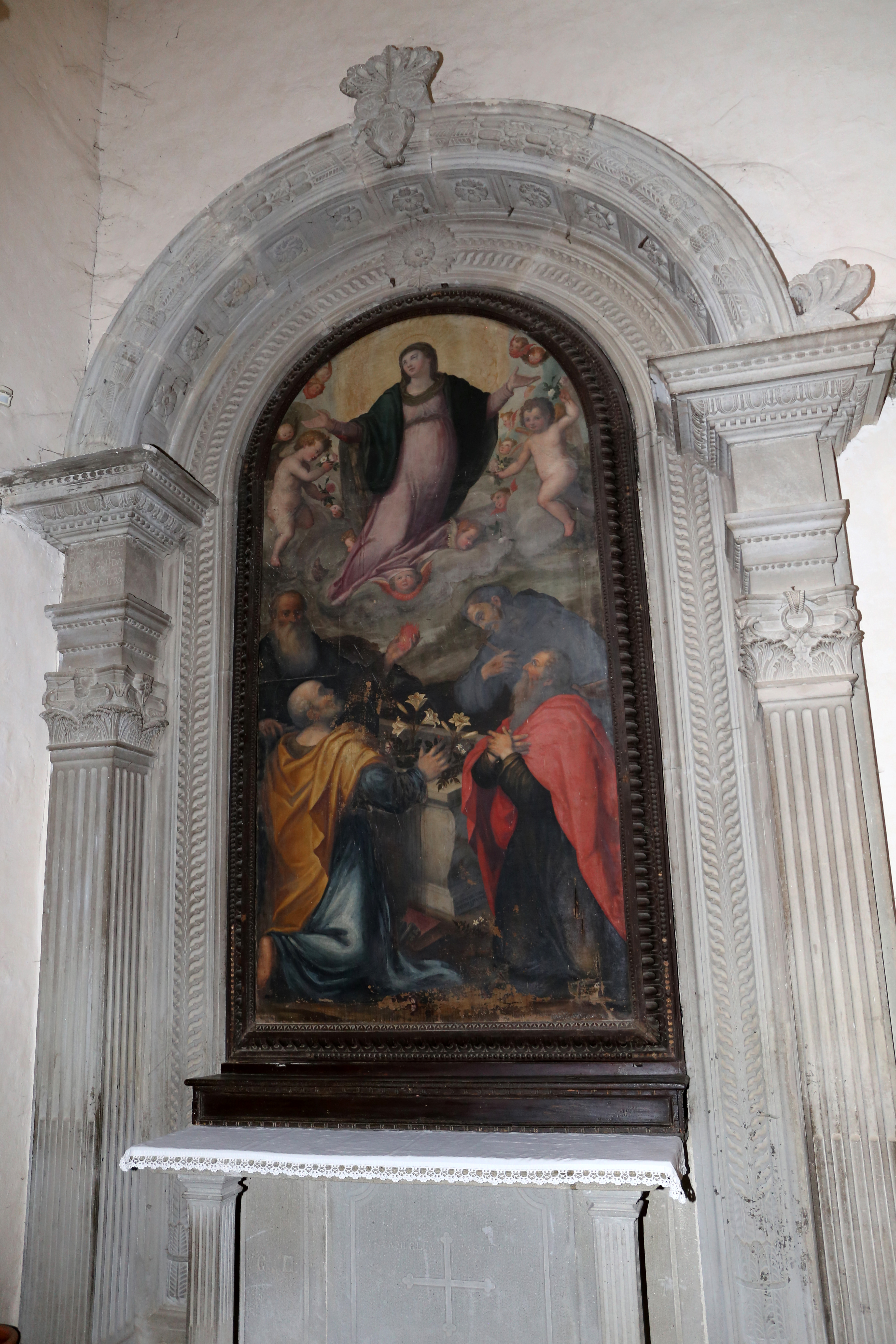
Matteo Confortini, Assunta e santi, 1596
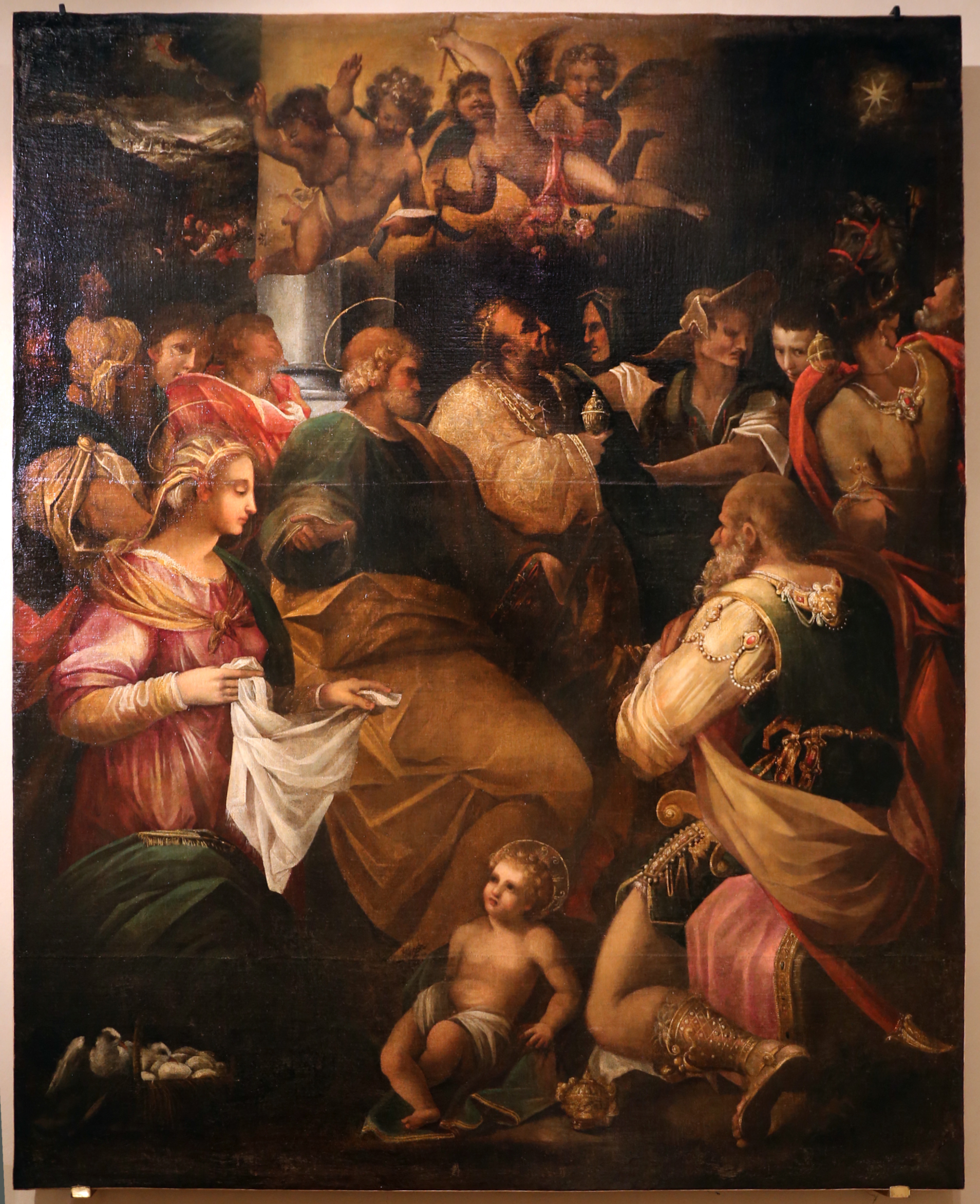
Matteo Confortini, Adorazione dei magi, 1575-1600 circa (attribuita)
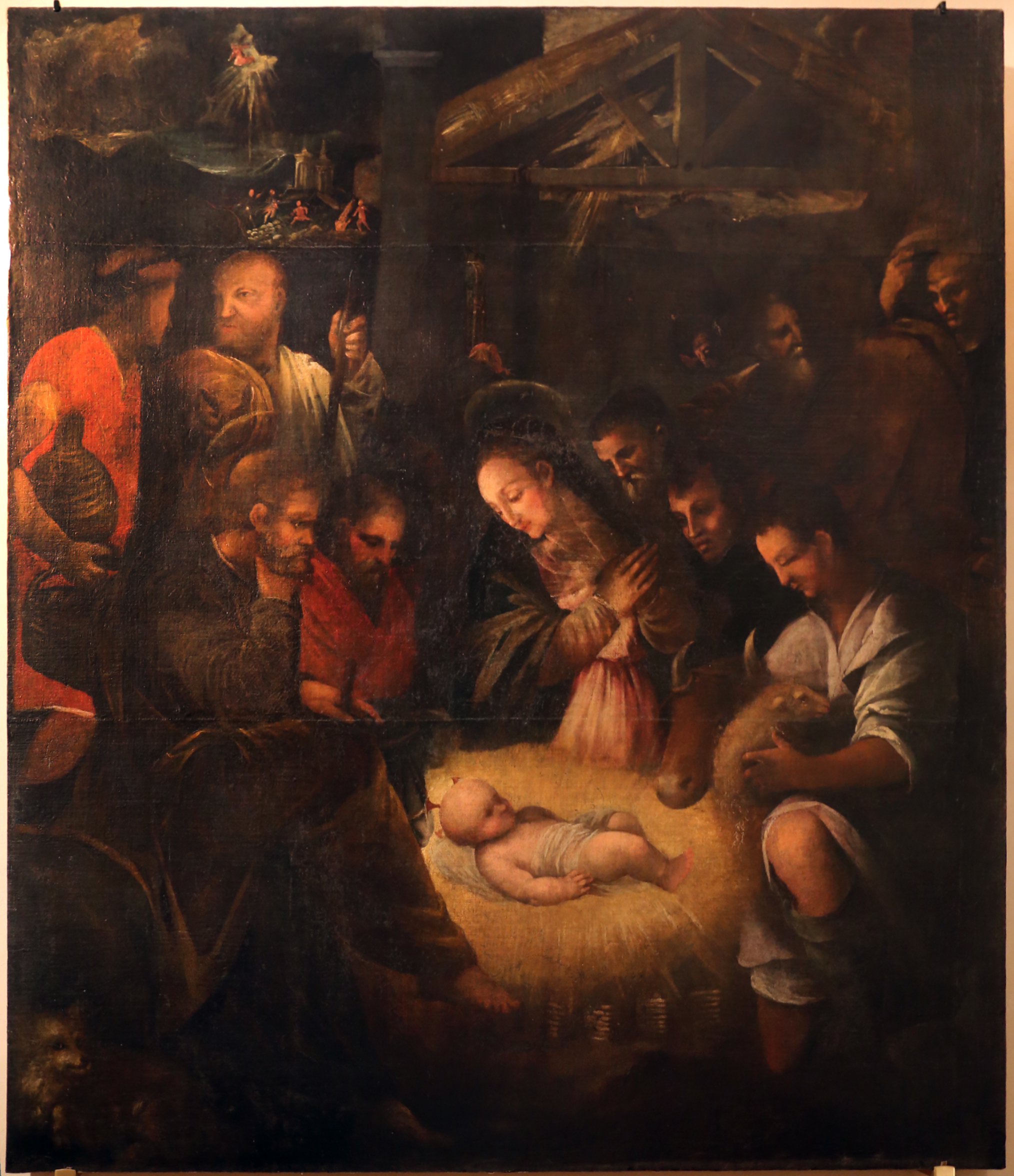
Matteo Confortini, Natività, 1575-1600 circa (attribuita)